# Piper ottonoides
Piper ottonoides är en pepparväxtart som beskrevs av Truman George Yuncker. Piper ottonoides ingår i släktet Piper och familjen pepparväxter. Inga underarter finns listade i Catalogue of Life.